# Kościół św. Jana Chrzciciela w Mysłowie
Kościół św. Jana Chrzciciela w Mysłowie – jednonawowy kościół wzniesiony w końcu XIII w. z kamienia, naroża budynku zostały wykonane z piaskowca.
Zachodnia wieża powstała w średniowieczy, południowa w XVIII w. W tym samym czasie okna nawy zostały wymienione. W wieży znajdowały się dwa dzwony, pierwszy z 1436 r. (82 cm średnicy), kolejny z 1654 r. (97 cm średnicy, ozdobiony renesansowymi ornamentami, wykonany przez Donata Schrötera w Podgórzynie). W prezbiterium znajduje się sklepienie krzyżowo-żebrowe.
W kościele znajduje się późnorenesansowy, ewangelicki ołtarz drewniany. Ołtarz wykonany został przez rzeźbiarza Christoffa Kowera (Kobera, Kauera) w 1616 r.

## Kalendarium
- 1428 – husyci palą pierwszy kościół